# Club Deportivo Universidad de Concepción (fútbol)
El Club Deportivo Universidad de Concepciónes un club de fútbol chileno, de la ciudad de Concepción, en la Región del Biobío. Fue fundado el 8 de agosto de 1994, como una rama de la Corporación Club Deportivo Universidad de Concepción, teniendo como antecedente al Club Deportivo Universitario. Actualmente juega en la Liga de Ascenso de Chile.
La Universidad de Concepción ha conseguido para sus vitrinas dos títulos de Copa Chile (2008-09 y 2014-15), uno de Primera B (Transición 2013) y uno de Tercera División (1997), además de una Liguilla Pre-Sudamericana (2004). En Primera División, el club tiene dos subcampeonatos, el del Clausura 2007 y el de 2018. Por torneos internacionales, clasificaron a la Copa Libertadores de América para las ediciones de 2004, 2018 y 2019, así como a la Copa Sudamericana del 2004, 2015 y 2016.
Los colores que identifican al club son el amarillo y el azul, los cuales representan a la entidad universitaria. En tanto, su escudo contiene una letra «U» con la imagen del Campanil de la Universidad de Concepción.
El club ejerce de local en el Estadio Municipal Alcaldesa Ester Roa Rebolledo, inaugurado en 1962 y remodelado en 2015, que posee una capacidad de 33.000 espectadores. Como estadio alternativo para ser anfitrión, ha utilizado el Estadio Huachipato-CAP Acero de la ciudad de Talcahuano, con capacidad para 11.400 espectadores.
Sus clásicos rivales son Deportes Concepción y Fernández Vial, ambas instituciones también de la ciudad penquista, y Huachipato de Talcahuano.

## Historia

### Fundación
El Club Deportivo Universitario es considerado el predecesor del Club Deportivo Universidad de Concepción. Aquel grupo destacaba por la formación de sus planteles sobre la base de estudiantes y funcionarios pertenecientes a la Universidad de Concepción. Universitario disputó el Campeonato Regional de fútbol entre las décadas de 1940 y 1960 contra históricas instituciones de la provincia, como Naval, Huachipato, Lord Cochrane y Arturo Fernández Vial. El mayor hito deportivo del club amateur se remonta a 1962, con la primera y única obtención del título de campeón en el Campeonato Regional disputado el mismo año.
La actual entidad, Club Deportivo Universidad de Concepción, fue creada en 1994. Junto a la fundación de la Corporación Club Deportivo Universidad de Concepción, el 8 de agosto de 1994, también se crea la rama futbolística de la universidad, bajo la presidencia de Marcos Israel. Ese mismo año, ingresan en calidad de invitados a la Tercera División del fútbol chileno, debutando por la competición contra Deportes Talcahuano en el Estadio El Morro.

### Los primeros pasos en Tercera División (1994-1997)
En su primera temporada, bajo la dirección técnica del exfutbolista de Universitario, Luis Vera Avendaño, el club finaliza la temporada en la cuarta posición del grupo Centro-Sur con 2 puntos. Ubicándose así, a solo dos unidades del último clasificado a la liguilla final por el ascenso a Primera B. En aquel campeonato, La U. penquista resultó el equipo más goleador de la segunda fase del certamen, con 7 anotaciones convertidas.
Al año siguiente, sin embargo, los jugadores y cuerpo técnico no lograron capitalizar los buenos resultados anteriores, salvándose de los fantasmas del descenso solo tras disputar la liguilla Centro-Sur por la permanencia en Tercera División.
En el año 1996, el cuadro universitario obtuvo el subcampeonato de Tercera División. Disputando 34 encuentros, con 16 victorias y solo 6 derrotas, el club concluye la liguilla final del torneo a cuatro puntos del monarca Santiago Morning. Clave en la campaña resultó la aparición de Mario Osbén en la dirección técnica del equipo, como reemplazante del destituido Luis Vera Avendaño en medio de la temporada.
El Club Deportivo Universidad de Concepción obtiene el anhelado ascenso al Campeonato Nacional de Primera División B del Fútbol Chileno - y por consiguiente al profesionalismo - en 1997, luego de consagrarse en la Tercera División de Chile. El título de campeón, el primero de la historia en las huestes del Auricielo, dio cita el 8 de diciembre de 1997, tras vencer por 2 goles contra 1 a Unión La Calera, en la penúltima fecha del campeonato.

### Consolidación en Primera B (1998-2002)
El primer año en el fútbol profesional no tuvo inconvenientes para "Los del Campanil" en materia deportiva. Tanto es así, que el equipo terminó a solo un punto de clasificar a la liguilla por el ascenso a Primera División del fútbol chileno. Para esta temporada, el grupo fue reforzado con jugadores provenientes de clubes profesionales del país, más la inclusión de tres proyectos extranjeros.
La función realizada en el siguiente torneo no fue el esperado. Las expectativas que el club había generado en el medio no fueron alcanzadas. El equipo terminó la temporada en la 9.º posición, de un total de quince ubicaciones posibles. La irregular campaña generó cambios importantes en la estructura del club. Desde la dirigencia de la rama de fútbol, hasta el cuerpo técnico que se mantenía en el cargo desde el ascenso al fútbol profesional. En esas circunstancias aparece el experimentado Luis Marcoleta, para asumir la dirección técnica del equipo universitario.
Refuerzos y de experiencia se sumaron al club para disputar la última temporada del milenio. Entre los futbolistas recién llegados, sobresalían: Luis Castillo, Patricio Almendra, Andrés Roldán y Sergio Malbrán. Además en el plantel convivían con estudiantes regulares de la Universidad de Concepción que destacaban como jugadores de fútbol. Entre ellos, los más relevantes fueron Alejandro Burgos, Patricio Polic, Pedro Díaz, Francisco Fernández, Marcelo Sepúlveda y Claudio Becerra.
Uno de los resultados relevantes que logró el "Auricielo" en la temporada del año 1999, fue ganarle a Unión Española en calidad de visita en el mismísimo Estadio Santa Laura, proeza que ningún otro equipo pudo conseguir en el transcurso de la competencia.
En el año 2001, el club firmó un convenio de cooperación técnica y deportiva con el Club Deportivo Huachipato, lo que significó la llegada del director técnico Yuri Fernández. Bajo su dirección, el club se alza con el subcampeonato de la Primera B en el año 2002, con un rendimiento del 55% (23 puntos) y a cuatro puntos del campeón Deportes Puerto Montt. Tras hacerse con el subcampeonato de Primera B, la Universidad de Concepción asciende por primera vez a la serie de honor del fútbol nacional: La Primera División del Fútbol Profesional Chileno.

### El debut en Primera División (2003)
En el año 2003, durante la primera temporada del club en Primera División, se logra un alto respaldo al equipo por parte de la afición de la ciudad de Concepción. La fiel hinchada del Campanil sigue al equipo, como siempre, sobre todo por ser el único representante de la ciudad en Primera División aquel año. Sumado a que el equipo dirigido por Fernando Díaz acompañó en la cancha con excelentes actuaciones colectivas y buenos resultados, que terminaron por clasificar al equipo a la Copa Libertadores de América y a la Copa Sudamericana del año 2004.

### Clasificación a laCopa Libertadores de América, en la década de vida (2004)
El Club Deportivo Universidad de Concepción fue parte de la Copa Libertadores de América en su edición cuadragésima quinta (XLV), disputada en 2004. Accedió al torneo ocupando la plaza Chile 3, por ser el equipo mejor ubicado en la tabla anual del Campeonato Nacional 2003, es decir, el club con más puntos acumulados en los torneos: Apertura 2003 y Clausura 2003. El mérito aumenta si consideramos que el premio se le otorga en el primer año de participación de la Universidad de Concepción en Primera División del Fútbol Chileno. Conmemorando al mismo tiempo, solo diez años de vida institucional.
La Universidad de Concepción conformó el Grupo 3 del certamen, junto a Santos Laguna (México), Caracas FC (Venezuela) y Cruzeiro (Brasil).
El 3 de febrero de 2004 será recordado por ser el día en que Los del Campanil debutaban en una competencia internacional frente a Santos Laguna en la ciudad de Torreón, (México). El partido finalizó 2-2, resultado positivo para la Universidad de Concepción en su debut como visitante. El empate y, principalmente, buen juego del equipo en México esperanzó con una posible clasificación a segunda fase de Copa Libertadores. Clasificación que no pudo ser tal, luego de las magras derrotas frente a Cruzeiro y Caracas en calidad de local, y peores presentaciones como visitante. El club Auricielo cerró su participación en el Estadio Municipal de Concepción, frente a Santos Laguna. Repitiendo un 2-2, que esta vez dejó al equipo mexicano clasificado a la siguiente fase del torneo y a la Universidad de Concepción colista del grupo con escasos dos puntos en la tabla. En ese año, el club se reforzó con jugadores como los paraguayos Nelson Zelaya. ídolo del Olimpia de su país y Oscar Espínola, que es nacionalizado argentino, por la brillante carrera que realizó en ese país, al argentino Cristián Hudaied que tuvo un fugaz paso por el club, ya que luego terminaría su carrera en Italia y al delantero chileno Esteban Paredes, quien años después haría un exitoso ciclo en Colo-Colo, donde fue campeón y goleador y está a un paso de convertirse, en el máximo goleador histórico de la Primera División del fútbol chileno.

### Copa Sudamericana y la distinción internacional

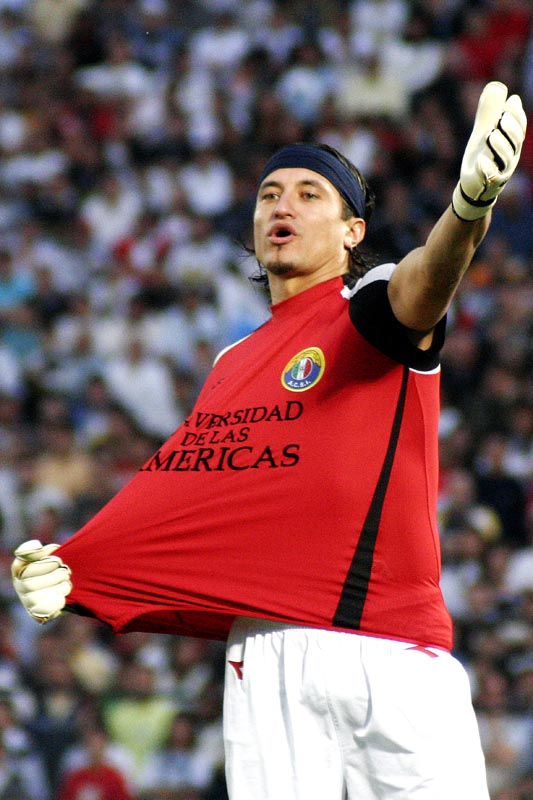
El portero Nicolás Peric fue una de las figuras de la Copa Sudamericana 2004, tras convertir un gol de arquero desde su propia área.

El segundo semestre del año 2004, Universidad de Concepción disputa la Copa Sudamericana, en la segunda participación en torneos internacionales de su corta y ascendente historia.
El camino para entrar a la competición se cimentó con un empate ante Unión Española en el Estadio Santa Laura, por la ida del partido final de la  Liguilla Pre-Sudamericana. La vuelta en el Estadio Municipal de Concepción fue toda una fiesta, luego de la victoria que clasificó a Universidad de Concepción al cuadro principal de la copa.
Santiago Wanderers fue el rival sorteado por la organización del torneo, en la primera fase de la Copa Sudamericana 2004. El equipo se ubicó en la Zona Preliminar Chile-Bolivia, la que uniría al vencedor de la llave con un representativo altiplánico en la siguiente fase del campeonato. El partido de ida jugado en Concepción se complicó en demasía para los del Campanil, quienes solo celebraron luego de la conquista de Hugo Droguett a los 83 minutos de partido. El gol clavó un definitivo 2-1 a favor de los locales. Para la revancha en Playa Ancha, el cuadro porteño corría con como favorito a quedarse con la serie, pero todo acabó en un 0-1 a favor del Auricielo que selló su clasificación a los octavos de final de la copa.
En la siguiente fase, Universidad de Concepción se enfrentaría con Bolívar. El partido de ida se efectuó en el Estadio Municipal de Concepción ante poco más de ocho mil espectadores. El encuentro finalizó con el marcador en cero. Para la vuelta en el Estadio Hernando Siles de La Paz, Universidad de Concepción caería por 4 goles contra 2 en un partido dominado ampliamente por el cuadro local, ponderado por el pequeño arresto físico de los universitarios. El dato anecdótico del cotejo lo aportó el portero Auricielo Nicolás Peric, luego de marcar un peculiar gol de arco a arco que no bastó para evitar la caída de su equipo. De esta forma se despedía Universidad de Concepción del último torneo internacional del que ha formado parte.
Universidad de Concepción finalizó el 2004 como el mejor equipo del fútbol chileno en el ranking mundial de clubes. Ranking a cargo de la Federación Internacional de Historia y Estadística (IFFHS), reconocida por FIFA. Con este reconocimiento, el club corona uno de los años más importantes de su historia.

### El subcampeonato del Clausura 2007 y la Copa Chile 2008-09
El 21 de julio de 2007, comenzó el campeonato de Clausura de Primera División de Chile. La fase regular concluyó con Universidad de Concepción encumbrada en la tabla. En base al efectivo rendimiento de los pupilos de Marcelo Barticciotto, en su debut como director técnico. El equipo solo perdió 3 partidos de un total de 20 jugados. Los del Campanil finalizaron en la 4.º ubicación de la tabla con 35 puntos, clasificando de esta forma a la fase final del torneo.
Las miradas se posaron sobre el plantel de Universidad de Concepción, después de eliminar a Universidad Católica por los cuartos de final, en una reñida llave que solo favoreció a los penquistas por los goles convertidos en calidad de visitante (3-5 en el Estadio San Carlos de Apoquindo y 2-0 la vuelta en Concepción).
En las semifinales lo esperaba el mejor equipo de la fase regular: Audax Italiano, con Carlos Villanueva Rolland como goleador y figura. La eliminación parecía inminente, luego de perder por 3-2 en el Estadio Alcaldesa Ester Roa. Sin embargo, Universidad de Concepción pudo revertir el partido de vuelta y la serie, venciendo en La Florida por 3-1, luego de sufrir la desventaja a los 10 minutos de juego, clasificándose así a la final del torneo.
El primer partido se jugó el 20 de diciembre, en el Estadio Municipal de Concepción. 32 mil personas observaron como Gustavo Biscayzacú abría el marcador recién iniciado el segundo tiempo, terminando aquel partido por 1-0. La revancha en el Estadio Monumental se definió rápidamente con el gol de Gonzalo Fierro, a los 18 minutos de juego, posteriormente terminando con un 3-0.
La Universidad de Concepción se convirtió en el campeón de la Copa Chile 2008-09, tras derrotar en la final al equipo de Deportes Ovalle. El encuentro se disputó en el Estadio Francisco Sánchez Rumoroso de la ciudad de Coquimbo.
- El encuentro fue bastante peculiar, ya que se enfrentaban dos equipos que corrían dispar suerte durante el torneo: Universidad de Concepción llegaba tras derrotar a todos los equipos en el tiempo regular y siempre por ventaja de 1 gol, mientras que Ovalle llegaba a esta instancia tras derrotar a todos los equipos mediante los lanzamientos penales.

- El partido fue bastante intenso para ambos equipos, siendo el equipo ovallino quien abrió el marcador a los 5 minutos del primer tiempo, pero 10 minutos más tarde Universidad de Concepción igualó el marcador hasta el minuto 10 del segundo tiempo donde el equipo universitario desequilibró definitivamente el partido a su favor.[6]

- Con esta victoria, el equipo universitario alcanzó el primer torneo nacional y logró la mitad de un cupo para la Copa Sudamericana 2009, con quien deberá disputar un encuentro definitorio contra el equipo que logre el segundo lugar en el Torneo de Apertura, y Ovalle se lleva el reconocimiento del público por ser un equipo Sub-23, según el reglamento de la Asociación Nacional de Fútbol Profesional para las competiciones de la Tercera División.

- La Universidad de Concepción se proclamó campeón de la Copa Chile por primera vez siendo este su único título en el profesionalismo hasta ese momento.

El año 2008 estuvo marcado por la irregularidad del equipo y la escasa cantidad de goles a favor, a pesar del buen juego. Marcelo Barticciotto renunció a la banca luego de la séptima fecha del Torneo Apertura del 2008 y asumió el técnico Jorge Pellicer. Ese mismo año el club estuvo a punto de descender por primera vez en su historia a Primera B, ya que su bajo promedio lo llevó a disputar una Liguilla de Promoción. Se midió ante Coquimbo Unido en partidos de ida y vuelta, donde gana 2-0 la ida y 3-1 la vuelta. La temporada 2009 comenzó de manera positiva para el club. El 17 de febrero de ese año logra su primer título en el profesionalismo, se trata de la Copa Chile. En la edición 2008-2009 del torneo, disputando la final con Deportes Ovalle, equipo de la Tercera División que realizó una meritoria campaña, consiguiendo un triunfo de 2 goles a 1 en el Estadio Francisco Sánchez Rumoroso de Coquimbo, mientras que en la Liga solo alcanza los cuartos de final en los play offs del Torneo Clausura del 2009, donde fue eliminado por el Colo-Colo de Hugo Tocalli, equipo que a la postre, fue el campeón de ese torneo.

### Primer descenso
Terminó en la 15° posición en el Primera División de Chile 2010, por lo que debió disputar la Liguilla de Promoción por segunda vez en 3 años, pero esta vez contra Curicó Unido en partidos de ida y vuelta, donde ganó la serie y se mantuvo otro año más en Primera División.
El 8 de diciembre de 2011, el club ficha al delantero congoleño Occupé Bayenga, siendo el primer jugador africano fichado por el campanil.
El 2012 acaba con 10 años seguidos de permanencia en Primera División. El Campanil termina décimo en el Apertura, 16° en el Clausura (fuera de Playoffs en las dos ruedas) y en el 15° lugar de la Tabla Acumulada y con tres entrenadores a lo largo del año (Víctor Hugo Castañeda, despedido; Yuri Fernández, renunciado; y Fernando Díaz), debiendo disputar la Liguilla de Promoción contra Everton de Viña del Mar, perdiendo por 1-0 en la ida en Sausalito y por 1-3 en Concepción, despidiéndose así de la principal categoría del fútbol chileno por primera vez en su historia.

### Retorno a Primera División
Tras perder la liguilla de promoción ante Everton, la dirigencia se puso rápidamente en campaña para conformar un plantel competitivo para que la institución retorne rápidamente a la Primera División, lo cual se ve facilitado por el formato del torneo de Transición de la Primera B, que permite el ascenso directo de un club al final del semestre. Con ese fin se contrata como técnico al exjugador argentino Pablo Sánchez, y se decide mantener a gran parte del plantel que descendió el año pasado, destacando la incorporación del experimentado portero Cristian Muñoz.
Tras disputarse 14 fechas, el club termina clasificando en el segundo lugar del grupo sur, a un punto del líder Curicó Unido, y se enfrenta en semifinales con Coquimbo Unido, a quien elimina al vencer en Collao 3 a 1 y empatar a 1 en el Francisco Sánchez Rumoroso.
En la final se encuentra con Curicó Unido, a quien vence 1 a 0 en Concepción y consigue empatar 1 a 1 en Curicó, y con esto consigue el campeonato de la Primera B y el pase a la Primera División.

### Campeón de la Copa Chile 2014-15
Universidad de Concepción venció por 3-2 a Palestino y se convirtió en el campeón de la Copa Chile por segunda vez. El partido se disputó en el estadio Bicentenario Fiscal de Talca.

### Copa Sudamericana 2016
La Universidad de Concepción, tras derrotar a O'Higgins por 2-1, clasificó como Chile 4 del Torneo de Clausura 2016 debutando ante Bolívar en la Copa Sudamericana 2016. En la ida, Jean Meneses anotó 2 goles en la victoria por 2-0, pero en la vuelta no pudieron clasificar tras un amargo 3-0.

### Copa Libertadores 2018
Universidad de Concepción, llegó al tercer lugar en el Torneo Clausura 2017, solamente por detrás de Colo-Colo y Universidad de Chile. Sin embargo, tras la obtención del título de Colo-Colo en el Torneo Transición 2017 quien fue el subcampeón del torneo anterior, Universidad de Concepción clasifica al Duelo de Subcampeones, contra Unión Española, subcampeona del Torneo Transición, donde el ganador clasifica a la Fase 2 de la Copa Libertadores Bridgestone 2018 y el perdedor clasifica a la Copa Conmebol Sudamericana 2018.El partido de ida fue en el Ester Roa Rebolledo, donde el cuadro auricielo ganó por 1-0 con autogol del hispano Santiago Gallucci, mientras que en la vuelta jugada en el Estadio Santa Laura el equipo penquista empezó ganando 1-0, sin embargo un autogol de Héctor Berríos empataría el cotejo. Pese a esto, finalmente, Hugo Droguett anotó el 2-1 para el campanil, que los clasificaba después de 13 años a la Copa Libertadores de América. En esta, en el partido de ida disputado en el Ester Roa Rebolledo ante 11.392 espectadores, cae goleado ante Vasco da Gama por 0-4, y en la vuelta se despidieron con un 2-0 a favor de los brasileños.

### Subcampeonato 2018 y clasificación a Tercera Libertadores
La primera rueda del Torneo Chileno 2018 fue impecable. Tras derrotar a San Luis de Quillota en Quillota el 26 de mayo de 2018 por 3-0 con goles de Walter Ponce, Hugo Droguett y Jean Meneses, los universitarios se ubicaron segundos con 33 puntos. En la segunda rueda, los auriazules vencieron 3-2 a Palestino en el Ester Roa Rebolledo, quedando punteros con 36 puntos, uno más que la Universidad Católica con 35, pero no lograron sostener el liderato en las fechas siguientes. En la penúltima fecha los auricielos derrotaron a San Luis por 2-0 en el Ester Roa Rebolledo con goles de Walter Ponce y Francisco Portillo, asegurando su clasificación a la Copa Libertadores 2019. Pero aún faltaba asegurar la fase de grupos y matemáticamente se podía alcanzar a la UC y forzar un partido de definición del torneo. La clasificación se confirmó derrotando a Colo Colo en el Estadio Monumental por 0-2 con goles de Luis Pedro Figueroa y Luis Riveros. Finalizaron el torneo con 58 puntos, pero el triunfo de Universidad Católica sobre Deportes Temuco hizo campeón al cuadro cruzado. Aun así, este histórico subcampeonato dio la clasificación directa a fase de grupos de la Copa Libertadores 2019.
Para la disputa de la Libertadores 2019, llegaron nombres como Patricio Rubio, Nicolás Orellana, Fernando Cordero, el argentino Germán Voboril, el uruguayo Alexis Rolín y el peruano Josepmir Ballón. Pero a diferencia de la temporada anterior, en el torneo 2019 el equipo acusó el cansancio de disputar el máximo torneo continental y tuvo un mal desempeño. Eliminado en fase de grupos de la Copa Libertadores y tras 24 partidos, la UdeC era el colista del campeonato, pero el estallido social ocurrido en el país obligó a la ANFP a suspender el torneo y decretar que no habría descensos en la temporada.

### Segundo descenso a Primera B (2021)
Para la temporada 2020, se decidió la no continuidad de Francisco Bozán como entrenador y se anunció la llegada del uruguayo Eduardo Mario Acevedo. Dado que hubo un gran éxodo de jugadores (destacando las partidas de todos los grandes fichajes de la temporada anterior y de otros que ya estaban de temporadas anteriores, como Gustavo Mencia, y la retirada del histórico Cristian Muñoz), con Acevedo llegó un grupo de jugadores uruguayos, integrado por Guillermo Reyes, Matías Cabrera, Gonzalo Bueno y Nicolás Correa, y el panameño Cecilio Waterman, de amplio recorrido en el fútbol uruguayo, junto con jugadores nacionales como Eric Godoy, Bryan Carvallo, Andrés Robles, Leonardo Povea y los gemelos Simón Ramírez y Antonio Ramírez. El sistema de descenso para este torneo, con 3 descensos para compensar el que la temporada anterior ningún equipo descendiera, incluía un descenso por rendimiento del torneo 2020, otro por una tabla acumulada entre los torneos 2019-2020, con ponderación de sólo el 40% de los puntos de la temporada actual, y un tercer descenso definido por un histórico partido único, entre el penúltimo de la tabla 2020 y el penúltimo de la tabla acumulada 2019-20, cuyo perdedor sería el tercer descendido. Esta modalidad tuvo al cuadro del Campanil complicado con la tabla acumulada, debido a su pobre desempeño del 2019. El 2020 realizó una temporada irregular, con un mal arranque marcado por una suspensión del torneo debido a la pandemia de COVID-19 y una segunda vuelta en la que no pudo ganar a rivales directos de la tabla acumulada como Deportes Iquique, Universidad de Chile o Deportes La Serena. Fue así como Universidad de Concepción terminó en la penúltima posición de la tabla acumulada y según las bases del torneo, debió enfrentar a Colo Colo, sorpresivo antepenúltimo lugar de la tabla 2020 (dado que Iquique, el penúltimo lugar, ya estaba descendido como colista de la tabla acumulada), para decidir al tercer descendido. El partido de definición se jugó en el Estadio Fiscal de Talca, cayendo el cuadro universitario por 1-0, con gol de Pablo Solari, y descendiendo a la Primera B por segunda vez en su historia.

### Fracaso de la operación retorno y Campeones Juveniles (2021-presente)
Para afrontar la Primera B 2021, el cuadro universitario ratifica a Hugo Balladares como entrenador (quien había asumido en la recta final del torneo anterior tras la renuncia de Acevedo), pero al mismo tiempo, sufre la partida de varias de sus figuras de las temporadas anteriores, como Simón Ramírez, Leandro Díaz, Waterman y el histórico Camargo, que recibieron atractivas ofertas de equipos de Primera División. Entre los nuevos fichajes para esta temporada en busca del retorno a Primera, estuvieron Matías Santos, Lionel Altamirano, Mauro González, Henry Sanhueza, Gonzalo Mall, Richard Barroilhet, Kevin Medel y Martín Cortés, además del retorno de préstamo de Luis Riveros.
La temporada arrancó bien, peleando por los puestos de playoff de ascenso y con una alta capacidad goleadora. Sin embargo, a mitad de torneo el rendimiento cayó estrepitosamente, llegando a completar 10 partidos seguidos sin ganar y 4 consecutivos sin anotar goles. Esta mala racha llevó a la UdeC de estar en la parte alta de la tabla, a dilapidar toda opción de ascenso y pelear por no descender a Segunda Profesional. En una decisión muy tardía de la dirigencia, Balladares es despedido y reemplazado por Fernando Vergara. Con Vergara, si bien el equipo obtiene algunos triunfos, no son suficientes para salir del peligro de descenso, y recién logra certificar la salvación en la penúltima fecha, con un triunfo ante Fernández Vial.
En contraste con la nefasta temporada del primer equipo, una joven camada que participó en el Campeonato Futbol Joven Gatorade Sub-21 2021 logró campeonar en el torneo con nombres talentosos e interesantes como Francisco Tapia, Javier Saldías, Aníbal San Martin, Cristóbal Quevedo, Levit Bejar, Sebastián Molina, entre otros, varios de los cuales incluso acumularon minutos en Primera B. El equipo Sub-21 dirigido por Patrick Rojas tuvo una campaña impecable, terminando primero en su zona con 11pts con 3PG, 2E y 0P clasificando a dieciseisavos de final, donde se toparian con Rangers de Talca con un 0-3 a favor de visitante en Talca en la ida y con un muy buen nivel de juego mostrado, sin embargo en el partido de vuelta de local mostraron un nivel más bajo y se complicaron un poco y empataron 2-2, pero igual clasificando a octavos con un global de 5-2 a favor. En octavos a partido único se enfrentaron a Deportes Valdivia donde volvieron a mostrar un muy buen nivel de juego y sin piedad golearon 4-0 a los sureños en condición de local ya que no había partido de vuelta clasificaron directo a cuartos de final, donde tenían que visitar Chillán para enfrentarse a Ñublense; en un difícil encuentro terminaron igualando 1-1, y tuvieron que irse a la tanda de penales donde ganaron por 2-3 con una muy buena actuación del portero Diego Matamala lograron inscribirse en Semis. Ya en Semifinales debieron enfrentarse a un rival muy complicado como lo es O'Higgins, que venía de eliminar a 2 grandes del futbol chileno como lo son Universidad Católica y Universidad de Chile en Octavos y en Cuartos respectivamente, sin embargo los pupilos de Patrick Rojas no tuvieron piedad y mostraron un impecable nivel de juego y se iban 5-1 de ventaja al descanso y, terminando el partido, 6-2 en un partido donde todo salió bien, pudiendo ser más los goles pasaron a la final. En la final, se tuvieron que enfrentar a Cobreloa en Quilin en Santiago de Chile, rival que venía de eliminar por penales a Colo Colo en el Estadio Monumental, en un partido muy reñido y parejo se iban al descanso 0-0 y no iba a ser hasta el minuto 75 cuando Javier Saldias conecto un centro con un potente remate de cabeza que terminó al fondo de la red, luego en el minuto 82 Cobreloa buscaba por todos los medios igualar las cosas pero en un contragolpe dejó mano a mano a un jugador del campanil frente al portero, logró eludirlo y cuando estaba a punto de definir, un jugador recién sustituido del cuadro loino que se estaba retirando de la cancha logró salvar con la cabeza la definición del delantero del Campanil, y como estaba sustituido el árbitro sancionó penal y cobró como inválida la salvada del jugador loino, esto generó mucha polémica y reclamos por parte de los jugadores loinos y luego en el minuto 86 el penal fue convertido por Juan Patiño poniendo el 2-0 y sentenciando la Final. El Campanil fue campeón invicto del futbol joven chileno, endulzando la mala temporada 2021.
Para la temporada 2022, se decide la continuidad de Fernando Vergara, junto con la prmomoción definitiva al primer equipo de varios de los campeones del Fútbol Joven del año anterior, como Saldías, Molina, Béjar y San Martín. También llegan refuerzos como Manuel García, Gustavo Guerreño, Franco Ragusa, y el retorno del canterano Arnaldo Castillo tras varios préstamos (el último de ellos a Deportes Puerto Montt, en el que fue una de las figuras del torneo anterior). Si bien en el debut se logró un triunfo como visitante contra Deportes Melipilla, el equipo no registró victorias en las siguientes 11 fechas, lo que lo metió de lleno en la pelea por el descenso y derivó en la destitución de Vergara, siendo reemplazado por Miguel Ramírez. Para la segunda rueda, se logran los préstamos de Alfred Canales y Simón Contreras. Con el Cheíto al mando, el equipo logró salir de los últimos lugares y acercarse a los puestos de liguilla de ascenso. La derrota por 3-0 ante Rangers de Talca, faltando 3 fechas para el final, y un empate contra Santiago Wanderers en la fecha siguiente, parecían dilapidar toda opción de estar en dicha liguilla, pero el equipo ganó sus dos últimos partidos y aprovechó enfrentamientos directos entre algunos de sus rivales por la liguilla, traspiés de otros y que Barnechea quedara libre en la última fecha, para terminar en sexto lugar y alcanzar el último boleto a la liguilla de ascenso, en desmedro del cuadro talquino. En la liguilla, el Campanil quedó eliminado en cuartos de final por Deportes Copiapó, a la postre ganador del segundo ascenso a Primera, empatando 0-0 la ida en Collao y cayendo 1-5 en Copiapó, lo que le significó estar otra temporada más en la segunda categoría del fútbol chileno.

## Escudo
En 1944, se instala en el centro del campus de la Universidad de Concepción un Campanil de enorme magnitud que se transformó rápidamente el ícono de la Universidad, y uno de los grandes atractivos de la ciudad de Concepción. De esta forma, los inicios del Club Universitarios tuvo como escudo una U, y en su interior aglutinaba dos olas marítimas y una gaviota; elementos que simbolizan la serenidad y el alzamiento del vuelo hacia lo más alto en el deporte.
Tras la fundación de la Corporación Club Deportivo Universidad de Concepción, y luego del ascenso a primera división del equipo profesional de fútbol (2003), el escudo se transforma en un ovalado logo en el cual se mantiene la «U», pero en bicolor azul y amarillo. En el centro se ubica un águila, símbolo de la grandeza, la holgura; que por esa época era también parte del símbolo de la capital de la Región del Biobío. Seis meses después, el escudo retorna a sus raíces con el Campanil en el centro, adhiriéndoles los escalones del foro de la «UdeC»; y continuando con la «U». En la actualidad, se mantiene el escudo, pero las escalinatas del ícono penquista, se convierten en lineales.

## Uniforme
El club adoptó los colores representativos de la Universidad de Concepción, el azul y amarillo, que a su vez provienen del escudo de la ciudad de Concepción. El precursor del club, el Universitario, también vestía camiseta de color amarillo y pantalones azules.
| Primer | ver evolución | Actual |

## Estadio

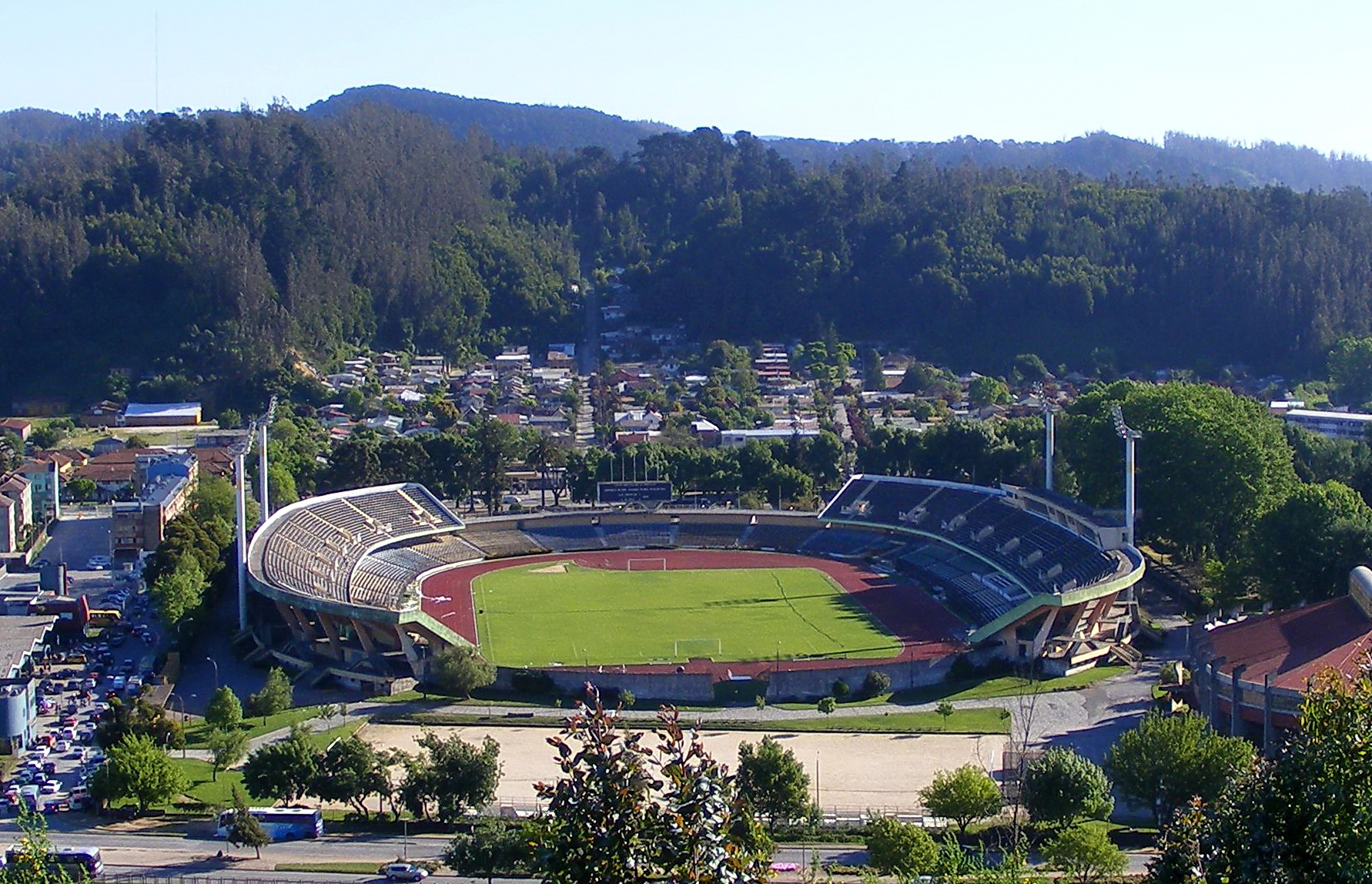
Foto antigua del estadio Collao donde hace de local UdeC.

El Estadio Municipal de Concepción, se ubica en la ciudad de Concepción, Chile, popularmente conocido como Estadio Collao.
Fue inaugurado oficialmente en el 16 de septiembre de 1962 y en él se disputan los partidos de los clubes de fútbol, Deportes Concepción, Arturo Fernández Vial y Universidad de Concepción juegan como local (todos sin estadio propio), con una capacidad actual habilitada de 35.000 espectadores, aproximadamente, con dimensiones de 105 x 68 m y superficie de pasto con pista atlética.
El recinto está ubicado en la ciudad de Concepción en el rectángulo formado por la avenida Ignacio Collao en el sector sur (detrás del marcador); la calle Tegualda (contigua a la Tribuna Andes); la avenida General Bonilla por el norte y finalmente, el Regimiento Reforzado N.º 7 Chacabuco en el lado poniente.El acceso principal es Collao N° 525-575.
Desde fines de agosto del 2009, y durante el 2010, se ha ocupado como recinto alternativo el Estadio Municipal de Yumbel, principalmente para los partidos de más baja convocatoria de espectadores.

## Sede Institucional

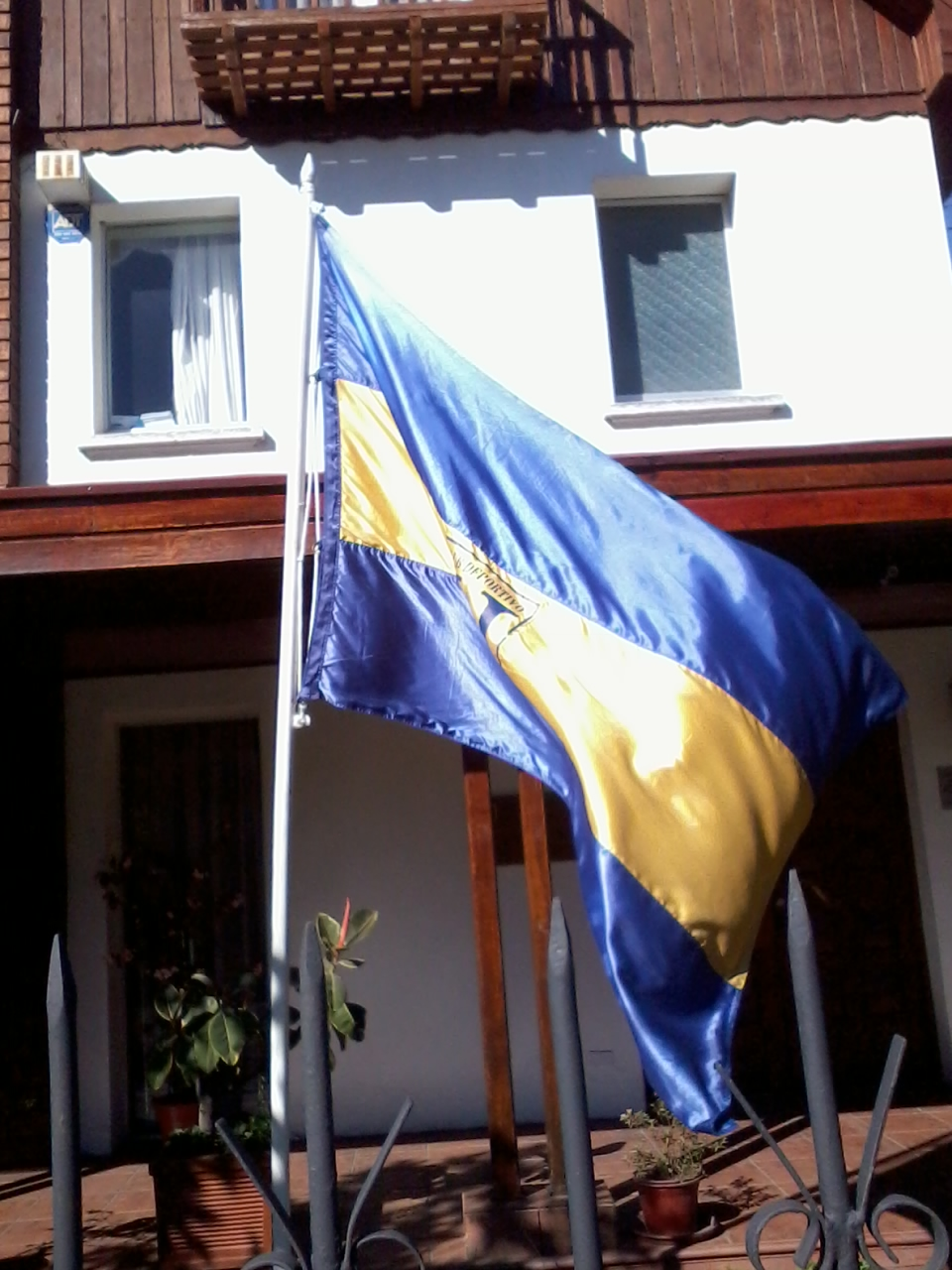
Bandera institucional de la «UdeC», en su antigua sede.

Es el lugar en donde se realiza la atención al socio y también al público, en ella se realizan actividades tales como conferencias de prensa, y un lugar para poder retirar abonos. Originalmente estaba ubicada en la calle Beltrán Mathieu #97, en pleno Barrio Universitario de Concepción, pero el 2018 se traslada camino a Penco, junto a las instalaciones del nuevo complejo deportivo del club, que incluye una cancha con estándares FIFA y varias canchas con dimensiones de futbolito que el club pone a disposición para arriendo del público general, junto con cafetería y otros servicios.

## Datos del club
- Temporadas en Primera División de Chile: 18 (2003-2012; 2013/14-2020)
- Temporadas en Primera B de Chile: 10 (1998-2002; 2013; 2021-)
- Temporadas en Tercera División de Chile: 4 (1994-1997)
- Participaciones en Liguilla Pre-Sudamericana: 2 (2003 - 2004)
- Participaciones en Partido por la Copa Sudamericana: 1 (2009)
- Participaciones Internacionales (6):
  - Copa Libertadores de América (3): 2004, 2018, 2019
  - Copa Sudamericana (3): 2004, 2015, 2016
- Primer partido en torneos internacionales:
  - Universidad de Concepción 2 - 2 Santos Laguna (Copa Libertadores 2004)
- Mejor puesto en Primera División: Subcampeón (Clausura 2007, Primera División de Chile 2018)
- Peor puesto en Primera División: 17.º (Apertura 2007)
- Mejor puesto en Primera División B: Campeón (2013)
- Mejor puesto en Tercera División: Campeón (1997)
- Mayor goleada conseguida:
  - En campeonatos nacionales: 8-2 a Palestino en 2003, 6-0 a Rangers en 2003.

- - En copas nacionales: 9-0 a Colocolito en 2022.
  - En Primera B: 6-1 a Unión San Felipe en 1998
  - En torneos internacionales: 2-0 a Bolívar de Bolivia en 2016
- Mayor goleada recibida:
  - En campeonatos nacionales: 0-5 de Deportes Antofagasta el 19 de febrero de 2017
  - En Primera B: 0-5 de San Marcos de Arica el 3 de mayo de 2023
  - En torneos internacionales: 0-5 de Cruzeiro de Brasil en 2004
- Máximo de partidos ganados en torneos cortos: 11 (Clausura 2003, Apertura 2004 y Clausura 2007; 9 fase regular, 2 play-offs)
- Mayor número de goles marcados en torneos cortos: 46 (Clausura 2003)
- Máximo goleador en Primera División:  Gabriel Vargas Venegas (83 goles)
- Máximo goleador en Primera B:  Andrés Roldán (18 goles)
- Máximo goleador en torneos internacionales:  Patricio Rubio (5 goles)
- Máximo goleador en Copa Chile:  Gabriel Vargas Venegas (15 goles)
- Jugador con más partidos jugados por Primera División:  Fernando Solís Nuñez (245 partidos)
- Puesto Histórico de la Copa Libertadores: 168[10]
- Mejor Puesto IFFHS: 83°, enero de 2005.[11]
- Puesto Histórico en Torneos de Primera División: 28.º (424 puntos; 15 torneos jugados, 299 PJ, 115 PG, 79 PE, 105 PP; 467 GF, 419 GC, Dif de Goles 48). Actualizada al 1 de mayo de 2011.[12]

### Distinciones individuales
- Goleadores de Primera División
  - Leonardo Monje ( Clausura 2006 )
- Premio El Gráfico
  - Mauricio Aros (Parte del Equipo Ideal de la Revista "El Gráfico" Chile 2007)
  - Gabriel Vargas (Parte del Equipo Ideal de la Revista "El Gráfico" Chile 2015)
  - Ronald de la Fuente (Parte del Equipo Ideal de la Revista "El Gráfico" Chile 2018)
  - Fernando Manríquez (Parte del Equipo Ideal de la Revista "El Gráfico" Chile 2018)
- Premio Fair Play
  - Claudio Muñoz ( Temporada 2009 )

## Jugadores
Actualizado al 4 de diciembre de 2019.
En la historia del club, han sido más de 200 los futbolistas que han vestido la camiseta de la Universidad de Concepción, disputando al menos un encuentro oficial con el primer equipo.
Entre ellos, Fernando Solís es, a la fecha, el jugador que acumula el mayor número de presencias oficiales por Primera División, habiendo disputado 245 partidos desde el año 2003. Además de Solís, Felipe Muñoz Flores (208), Ricardo Viveros (207), Gabriel Vargas (189), Fredy Segura (173), Juan José Ribera (167), Diego Díaz (164) y Gustavo Lorenzetti (159) destacan por haber disputado más de 150 partidos por el club en Primera División A.
Por otra parte, Gabriel Vargas es el máximo goleador en la historia de la Universidad de Concepción en encuentros oficiales con 108 tantos convertidos. Adicionalmente, otros cuatro jugadores han anotado más de 30 goles con la camiseta del club: Ricardo Viveros con 59 celebraciones, Pedro Muñoz con 44, Fernando Manríquez 39, Fernando Solís con 35 tantos, Luis Pedro Figueroa con 33 y Renato Ramos con 31 anotaciones.
Durante sus primeros años en las categorías de ascenso, los planteles de Universidad de Concepción estuvieron compuestos en su mayoría por futbolistas chilenos, sin embargo, desde su ingreso a Primera División los futbolistas extranjeros comenzaron a adquirir mayor protagonismo, siendo, a la fecha, 36 los jugadores foráneos en disputar al menos un encuentro oficial por el primer equipo de la institución, entre los que han sido predominantes los de nacionalidad argentina (17), paraguaya (13), uruguaya (6), ecuatoriana (1) y guatemalteca (1). Entre estos últimos, Federico Elduayén es quien suma la mayor cantidad de presencias 131 encuentros. También destacó el paraguayo Víctor Hugo Ávalos.

### Plantilla 2025
| Jugadores |       |      | Equipo técnico |         |                      |                      |
| \| N.º \| Nac. \| Pos. \| Nombre \| Edad \| Últ. equipo \| Eq. formativo \| \| \| \| \| \| Porteros \| Porteros \| Porteros \| Porteros \| Porteros \| Porteros \| Porteros \| Porteros \| Porteros \| Porteros \| Porteros \| \| -------------- \| -------- \| -------- \| -------------------- \| -------- \| -------------------- \| -------------------- \| -------- \| -------- \| -------- \| -------- \| \| 1 \| CHI ! \| POR \| Agustín Espinoza \| 24 años \| Inferiores \| Inferiores \| \| \| \| \| \| 13 \| CHI ! \| POR \| José Sanhueza \| 24 años \| General Velásquez \| Colo-Colo \| \| \| \| \| \| 17 \| ARG ! \| POR \| Cristian Campestrini \| 45 años \| Barnechea \| Rosario Central \| \| \| \| \| \| Defensas \| \| \| \| \| \| \| \| \| \| \| \| 2 \| CHI ! \| DEF \| Levit Béjar \| 21 años \| Deportes Concepción \| Inferiores \| \| \| \| \| \| 3 \| CHI ! \| DEF \| Ignacio Meza \| 29 años \| Unión San Felipe \| Unión Española \| \| \| \| \| \| 4 \| CHI ! \| DEF \| Osvaldo González \| 40 años \| Huachipato \| Inferiores \| \| \| \| \| \| 12 \| CHI ! \| DEF \| Esteban Páez \| 16 años \| Inferiores \| Inferiores \| \| \| \| \| \| 14 \| CHI ! \| DEF \| Cristopher Medina \| 24 años \| Ñublense \| Everton \| \| \| \| \| \| 15 \| CHI ! \| DEF \| Yerco Oyanedel \| 24 años \| Deportes Copiapó \| Universidad Católica \| \| \| \| \| \| 18 \| CHI ! \| DEF \| Bastián Ubal \| 23 años \| Barnechea \| Universidad de Chile \| \| \| \| \| \| 23 \| CHI ! \| DEF \| Jaime Poblete \| 17 años \| Inferiores \| Inferiores \| \| \| \| \| \| 24 \| CHI ! \| DEF \| Odswart Canessa \| 25 años \| Fernández Vial \| Everton \| \| \| \| \| \| 30 \| CHI ! \| DEF \| Benjamín Sáez \| 20 años \| Inferiores \| Inferiores \| \| \| \| \| \| \| CHI ! \| DEF \| Mijael Muñoz \| 19 años \| Inferiores \| Inferiores \| \| \| \| \| \| Mediocampistas \| \| \| \| \| \| \| \| \| \| \| \| 5 \| ARG ! \| MED \| Pedro García \| 21 años \| Rosario Central \| Rosario Central \| \| \| \| \| \| 6 \| CHI ! \| MED \| Renato Cordero \| 22 años \| Universidad de Chile \| Universidad de Chile \| \| \| \| \| \| 8 \| CHI ! \| MED \| Joaquín Romo \| 25 años \| Barnechea \| Palestino \| \| \| \| \| \| 10 \| CHI ! \| MED \| Jeison Fuentealba \| 22 años \| Universidad de Chile \| Universidad de Chile \| \| \| \| \| \| 16 \| CHI ! \| MED \| Bryan Ogaz \| 25 años \| Cobreloa \| Cobreloa \| \| \| \| \| \| 20 \| CHI ! \| MED \| Lucas Molina \| 21 años \| Inferiores \| Inferiores \| \| \| \| \| \| 21 \| ARG ! \| MED \| Franco Benítez \| 23 años \| Brown de Adrogué \| Argentinos Juniors \| \| \| \| \| \| 22 \| CHI ! \| MED \| Luis Rojas \| 23 años \| AS Trencin \| Universidad de Chile \| \| \| \| \| \| 26 \| ARG ! \| MED \| Román Ramos \| 19 años \| Deportivo Armenio \| Deportivo Armenio \| \| \| \| \| \| Delanteros \| \| \| \| \| \| \| \| \| \| \| \| 7 \| CHI ! \| DEL \| Sebastián Molina \| 24 años \| Deportes La Serena \| Inferiores \| \| \| \| \| \| 9 \| ARG ! \| DEL \| Mateo Levato \| 29 años \| Delfín \| Douglas Haig \| \| \| \| \| \| 11 \| CHI ! \| DEL \| Iam González \| 21 años \| Deportes Iquique \| Deportes Iquique \| \| \| \| \| \| 19 \| CHI ! \| DEL \| Rodrigo Olivares \| 20 años \| Inferiores \| Inferiores \| \| \| \| \| \| 25 \| CHI ! \| DEL \| Harol Salgado \| 24 años \| Deportes Limache \| Comunal Cabrero \| \| \| \| \| \| 27 \| CHI ! \| DEL \| Cristóbal Zambrano \| 17 años \| Inferiores \| Inferiores \| \| \| \| \| \| 28 \| CHI ! \| DEL \| Ignacio Herrera \| 37 años \| Deportes Recoleta \| Universidad Católica \| \| \| \| \| \| 29 \| CHI ! \| DEL \| Diego Sabando \| 19 años \| Inferiores \| Inferiores \| \| \| \| \| |       |      | Entrenador(es) Cristián Muñoz Entrenador(es) de porteros Sebastián Cabrera Fisioterapeuta(s) Ricardo Andrades · Leyenda - Pos. : Posición - Nac. : Nacionalidad deportiva - Capitán - Lesionado - POR / ARQ : Guardameta - DEF : Defensa - MED / VOL : Centrocampista - DEL : Delantero · |         |                      |                      |
| N.º | Nac.  | Pos. | Nombre | Edad    | Últ. equipo          | Eq. formativo        |
| Porteros |       |      | |         |                      |                      |
| 1 | CHI ! | POR  | Agustín Espinoza | 24 años | Inferiores           | Inferiores           |
| 13 | CHI ! | POR  | José Sanhueza | 24 años | General Velásquez    | Colo-Colo            |
| 17 | ARG ! | POR  | Cristian Campestrini | 45 años | Barnechea            | Rosario Central      |
| Defensas |       |      | |         |                      |                      |
| 2 | CHI ! | DEF  | Levit Béjar | 21 años | Deportes Concepción  | Inferiores           |
| 3 | CHI ! | DEF  | Ignacio Meza | 29 años | Unión San Felipe     | Unión Española       |
| 4 | CHI ! | DEF  | Osvaldo González | 40 años | Huachipato           | Inferiores           |
| 12 | CHI ! | DEF  | Esteban Páez | 16 años | Inferiores           | Inferiores           |
| 14 | CHI ! | DEF  | Cristopher Medina | 24 años | Ñublense             | Everton              |
| 15 | CHI ! | DEF  | Yerco Oyanedel | 24 años | Deportes Copiapó     | Universidad Católica |
| 18 | CHI ! | DEF  | Bastián Ubal | 23 años | Barnechea            | Universidad de Chile |
| 23 | CHI ! | DEF  | Jaime Poblete | 17 años | Inferiores           | Inferiores           |
| 24 | CHI ! | DEF  | Odswart Canessa | 25 años | Fernández Vial       | Everton              |
| 30 | CHI ! | DEF  | Benjamín Sáez | 20 años | Inferiores           | Inferiores           |
| | CHI ! | DEF  | Mijael Muñoz | 19 años | Inferiores           | Inferiores           |
| Mediocampistas |       |      | |         |                      |                      |
| 5 | ARG ! | MED  | Pedro García | 21 años | Rosario Central      | Rosario Central      |
| 6 | CHI ! | MED  | Renato Cordero | 22 años | Universidad de Chile | Universidad de Chile |
| 8 | CHI ! | MED  | Joaquín Romo | 25 años | Barnechea            | Palestino            |
| 10 | CHI ! | MED  | Jeison Fuentealba | 22 años | Universidad de Chile | Universidad de Chile |
| 16 | CHI ! | MED  | Bryan Ogaz | 25 años | Cobreloa             | Cobreloa             |
| 20 | CHI ! | MED  | Lucas Molina | 21 años | Inferiores           | Inferiores           |
| 21 | ARG ! | MED  | Franco Benítez | 23 años | Brown de Adrogué     | Argentinos Juniors   |
| 22 | CHI ! | MED  | Luis Rojas | 23 años | AS Trencin           | Universidad de Chile |
| 26 | ARG ! | MED  | Román Ramos | 19 años | Deportivo Armenio    | Deportivo Armenio    |
| Delanteros |       |      | |         |                      |                      |
| 7 | CHI ! | DEL  | Sebastián Molina | 24 años | Deportes La Serena   | Inferiores           |
| 9 | ARG ! | DEL  | Mateo Levato | 29 años | Delfín               | Douglas Haig         |
| 11 | CHI ! | DEL  | Iam González | 21 años | Deportes Iquique     | Deportes Iquique     |
| 19 | CHI ! | DEL  | Rodrigo Olivares | 20 años | Inferiores           | Inferiores           |
| 25 | CHI ! | DEL  | Harol Salgado | 24 años | Deportes Limache     | Comunal Cabrero      |
| 27 | CHI ! | DEL  | Cristóbal Zambrano | 17 años | Inferiores           | Inferiores           |
| 28 | CHI ! | DEL  | Ignacio Herrera | 37 años | Deportes Recoleta    | Universidad Católica |
| 29 | CHI ! | DEL  | Diego Sabando | 19 años | Inferiores           | Inferiores           |

| N.º            | Nac.     | Pos.     | Nombre               | Edad     | Últ. equipo          | Eq. formativo        |          |          |          |          |
| Porteros       | Porteros | Porteros | Porteros             | Porteros | Porteros             | Porteros             | Porteros | Porteros | Porteros | Porteros |
| -------------- | -------- | -------- | -------------------- | -------- | -------------------- | -------------------- | -------- | -------- | -------- | -------- |
| 1              | CHI !    | POR      | Agustín Espinoza     | 24 años  | Inferiores           | Inferiores           |          |          |          |          |
| 13             | CHI !    | POR      | José Sanhueza        | 24 años  | General Velásquez    | Colo-Colo            |          |          |          |          |
| 17             | ARG !    | POR      | Cristian Campestrini | 45 años  | Barnechea            | Rosario Central      |          |          |          |          |
| Defensas       |          |          |                      |          |                      |                      |          |          |          |          |
| 2              | CHI !    | DEF      | Levit Béjar          | 21 años  | Deportes Concepción  | Inferiores           |          |          |          |          |
| 3              | CHI !    | DEF      | Ignacio Meza         | 29 años  | Unión San Felipe     | Unión Española       |          |          |          |          |
| 4              | CHI !    | DEF      | Osvaldo González     | 40 años  | Huachipato           | Inferiores           |          |          |          |          |
| 12             | CHI !    | DEF      | Esteban Páez         | 16 años  | Inferiores           | Inferiores           |          |          |          |          |
| 14             | CHI !    | DEF      | Cristopher Medina    | 24 años  | Ñublense             | Everton              |          |          |          |          |
| 15             | CHI !    | DEF      | Yerco Oyanedel       | 24 años  | Deportes Copiapó     | Universidad Católica |          |          |          |          |
| 18             | CHI !    | DEF      | Bastián Ubal         | 23 años  | Barnechea            | Universidad de Chile |          |          |          |          |
| 23             | CHI !    | DEF      | Jaime Poblete        | 17 años  | Inferiores           | Inferiores           |          |          |          |          |
| 24             | CHI !    | DEF      | Odswart Canessa      | 25 años  | Fernández Vial       | Everton              |          |          |          |          |
| 30             | CHI !    | DEF      | Benjamín Sáez        | 20 años  | Inferiores           | Inferiores           |          |          |          |          |
|                | CHI !    | DEF      | Mijael Muñoz         | 19 años  | Inferiores           | Inferiores           |          |          |          |          |
| Mediocampistas |          |          |                      |          |                      |                      |          |          |          |          |
| 5              | ARG !    | MED      | Pedro García         | 21 años  | Rosario Central      | Rosario Central      |          |          |          |          |
| 6              | CHI !    | MED      | Renato Cordero       | 22 años  | Universidad de Chile | Universidad de Chile |          |          |          |          |
| 8              | CHI !    | MED      | Joaquín Romo         | 25 años  | Barnechea            | Palestino            |          |          |          |          |
| 10             | CHI !    | MED      | Jeison Fuentealba    | 22 años  | Universidad de Chile | Universidad de Chile |          |          |          |          |
| 16             | CHI !    | MED      | Bryan Ogaz           | 25 años  | Cobreloa             | Cobreloa             |          |          |          |          |
| 20             | CHI !    | MED      | Lucas Molina         | 21 años  | Inferiores           | Inferiores           |          |          |          |          |
| 21             | ARG !    | MED      | Franco Benítez       | 23 años  | Brown de Adrogué     | Argentinos Juniors   |          |          |          |          |
| 22             | CHI !    | MED      | Luis Rojas           | 23 años  | AS Trencin           | Universidad de Chile |          |          |          |          |
| 26             | ARG !    | MED      | Román Ramos          | 19 años  | Deportivo Armenio    | Deportivo Armenio    |          |          |          |          |
| Delanteros     |          |          |                      |          |                      |                      |          |          |          |          |
| 7              | CHI !    | DEL      | Sebastián Molina     | 24 años  | Deportes La Serena   | Inferiores           |          |          |          |          |
| 9              | ARG !    | DEL      | Mateo Levato         | 29 años  | Delfín               | Douglas Haig         |          |          |          |          |
| 11             | CHI !    | DEL      | Iam González         | 21 años  | Deportes Iquique     | Deportes Iquique     |          |          |          |          |
| 19             | CHI !    | DEL      | Rodrigo Olivares     | 20 años  | Inferiores           | Inferiores           |          |          |          |          |
| 25             | CHI !    | DEL      | Harol Salgado        | 24 años  | Deportes Limache     | Comunal Cabrero      |          |          |          |          |
| 27             | CHI !    | DEL      | Cristóbal Zambrano   | 17 años  | Inferiores           | Inferiores           |          |          |          |          |
| 28             | CHI !    | DEL      | Ignacio Herrera      | 37 años  | Deportes Recoleta    | Universidad Católica |          |          |          |          |
| 29             | CHI !    | DEL      | Diego Sabando        | 19 años  | Inferiores           | Inferiores           |          |          |          |          |

- Por disposición de la Asociación Nacional de Fútbol Profesional (ANFP), los equipos chilenos en la Liga de Ascenso están limitados a tener en su plantel un máximo de cinco futbolistas extranjeros, más un juvenil extranjero inscrito en el fútbol formativo desde el año 2023.
- Por disposición de la ANFP, el número de las camisetas no puede sobrepasar al número de jugadores inscritos.
- Por disposición de la ANFP, el plantel debe utilizar al menos 1890 minutos a juveniles chilenos nacidos a partir del 1 de enero de 2004.

### Altas 2025
| Jugador              | Posición      | Procedencia         | Tipo            |
| -------------------- | ------------- | ------------------- | --------------- |
| Cristian Campestrini | Portero       | Barnechea           | Libre           |
| Yerco Oyanedel       | Defensa       | Deportes Copiapó    | Libre           |
| Bastián Ubal         | Defensa       | Barnechea           | Libre           |
| Ignacio Meza         | Defensa       | Unión San Felipe    | Libre           |
| Cristopher Medina    | Defensa       | Ñublense            | Préstamo        |
| Levit Béjar          | Defensa       | Deportes Concepción | Fin de préstamo |
| Joaquín Romo         | Mediocampista | Barnechea           | Libre           |
| Odswart Canessa      | Mediocampista | Fernández Vial      | Libre           |
| Bryan Ogaz           | Mediocampista | Cobreloa            | Préstamo        |
| Leandro Ramos        | Mediocampista | Deportivo Armenio   | Préstamo        |
| Iam González         | Delantero     | Deportes Iquique    | Préstamo        |
| Álvaro López         | Delantero     | Almirante Brown     | Préstamo        |
| Franco Benítez       | Delantero     | Argentinos Juniors  | Préstamo        |
| Sebastián Molina     | Delantero     | Deportes La Serena  | Fin de préstamo |

### Bajas 2025
| Jugador             | Posición      | Destino            | Tipo            |
| ------------------- | ------------- | ------------------ | --------------- |
| Joaquín Araya       | Portero       | San Antonio Unido  | Préstamo        |
| Diego Matamala      | Portero       | Provincial Osorno  | Préstamo        |
| Cristián Gutiérrez  | Defensa       | Deportes La Serena | Libre           |
| Javier Saldías      | Defensa       | Unión La Calera    | Libre           |
| Camilo Rodríguez    | Defensa       | Rangers            | Libre           |
| Henry Sanhueza      | Defensa       | Curicó Unido       | Libre           |
| Esteban Flores      | Defensa       | Deportes Melipilla | Libre           |
| Juan Pablo Cumián   | Defensa       | Provincial Ovalle  | Préstamo        |
| Nicolás Garrido     | Defensa       | O'Higgins          | Fin de préstamo |
| Brahian Alemán      | Mediocampista | San Miguel         | Libre           |
| Felipe Orellana     | Mediocampista | Provincial Osorno  | Libre           |
| Rodrigo Riquelme    | Mediocampista | Provincial Ovalle  | Préstamo        |
| Cristóbal Quevedo   | Mediocampista | Bandera de ?       |                 |
| Luis Olmedo         | Mediocampista | Deportivo Armenio  | Fin de préstamo |
| Wladimir Cid        | Delantero     | Santiago Morning   | Libre           |
| Juan Sánchez Sotelo | Delantero     | Rangers            | Libre           |
| Reiner Castro       | Delantero     | Bandera de ?       |                 |
| Fabián Neira        | Delantero     | Bandera de ?       |                 |
| Matías Donoso       | Delantero     | San Luis           | Libre           |
| Job Bogmis          | Delantero     | Bandera de ?       |                 |
| Hernán Astudillo    | Delantero     | Bandera de ?       | Libre           |
| Luciano Ferreyra    | Delantero     | Central Norte      | Fin de préstamo |

### Distinciones

#### Goleadores Primera División
| Jugador        | Goles | Torneo |
| -------------- | ----- | ------ |
| Leonardo Monje | 17    | C-2006 |

#### Goleadores Copa Chile
| Jugador     | Goles | Torneo  |
| ----------- | ----- | ------- |
| Pedro Muñoz | 8     | 2014/15 |

## Entrenadores

### Cronología
Los entrenadores interinos aparecen en cursiva.

## Palmarés

### Torneos nacionales
- Copa Chile (2): 2008-09, 2014-15.
- Primera B de Chile (1): Transición 2013.
- Tercera División de Chile (1): 1997.
- Liguilla Pre-Sudamericana (1): 2004.
- Subcampeón de la Primera División de Chile (2): Clausura 2007, 2018.
- Subcampeón de la Supercopa de Chile (1): 2015.
- Subcampeón de la Primera B de Chile (1): 2002.
- Subcampeón de la Tercera División de Chile (1): 1996.

### Copas amistosas
- Copa ciudad de Chiguayante (2): 2021, 2023

### Sub-21
- Fútbol Joven (1): 2021[15]

### Sub-19
- zona sur: (1) 2017

### Sub-17
- zona sur: (1) 2022

### Sub-15
- zona sur: (1) 2022